# Teleférico de Guimarães
El Teleférico de Guimarães, a veces también conocido como Teleférico de Penha, es una telecabina que conecta el centro de la ciudad portuguesa de Guimarães con la cima del cercano Monte da Penha, donde se encuentra el Santuário da Penha.
La telecabina fue construida por la empresa francesa Pomagalski y es operada por la empresa local Turipenha. Fue inaugurada el 24 de junio de 1995 y fue el primer teleférico que funcionó en Portugal. Recorre una distancia de 1646 metros, se apoya sobre 14 pilares y salva una altura de 366 metros entre las dos estaciones.
El teleférico está equipado con 32 cabinas de pasajeros, cada una con capacidad para seis pasajeros, y ocho cabinas híbridas, con capacidad para tres pasajeros y tres bicicletas, para los ciclistas que descienden desde lo alto de la montaña hasta la ciudad. Tiene una velocidad máxima de 5 metros por segundo (18,0 km/h), pero normalmente opera a 3,6 metros por segundo (13,0 km/h). El tiempo de viaje es de 7 minutos y 40 segundos y puede transportar hasta 1.000 pasajeros por hora.